# Jean Castex
Jean Castex (Vic-Fezensac, 25. lipnja 1965.), francuski je političar i bivši predsjednik Vlade Francuske Republike. Dužnost predsjednika vlade obnašao je od 2020. do 2022. godine.

## Rani život
Rođen je u Vic-Fezensac u  jugozapadnoj Francuskoj i odgojen u katoličkoj obitelji, djed mu je bio  Senator, a otac ugledni akademik, profesor Pierre-Georges Castex. 
Castex je pohađao  Pariški institut za političke znanosti diplomirajući 1986. Godine 1991. pridružio se Revizorskom sudu, postajući jedan od starijih državnih službenika Francuske.

## Politička karijera
Nakon što je Edouard Philippe podnio ostavku na mjestu premijera, francuski predsjednik Emmanuel Macron imenovao ga je novim premijerom 3. srpnja 2020. godine.
Ubrzo nakon francuskih predsjedničkih izbora 2022. godine podnosi ostavku. Za njegovu nasljednicu, predsjednik Emmanuel Macron postavio je Élisabeth Borne.